# Kunan Kiribati
Kunan Kiribati (Teirake kaini Kiribati) es el himno nacional de Kiribati. Fue escrito y compuesta por Tamuera Ioteba Uriam, y se adoptó en 1979.

## Letra de Kiribati
Gilbertés:
Teirake kaini Kiribati
Teirake kaini Kiribati, Anene ma te kakatonga,
 
Tauraoi nakon te nwioko, Ma ni buokia aomata. 

Tauaninne n te raoiroi, Tangiria aoma ta nako. 

Tauaninne n te raoiroi, Tangiria aomata.

Reken te kabaia ma te rau Ibuakoia kaain abara Bon reken abara Bon reken te nano ae banin Ma te i-tangitangiri naba. 

Ma ni wakina te kab'aia, Ma n neboa abara.
 
Ma ni wakina te kab'aia, Ma n neboa abara.

Ti butiko ngkoe Atuara Kawakinira ao kairika Nakon taai aika i maira.
 
Buokira ni baim ae akoi. 

Kakabaia ara Tautaeka Ma ake a makuri iai.
 
Kakabaia ara Tautaeka Ma aomata ni bane.

Español:
Levántate, Kiribati.

Canta con alegría.

Prepárate para aceptar la responsabilidad

Y para ayudar a los demás.

Sé firmemente justo.

Ama a toda nuestra gente.

Sé firmemente justo.

Ama a toda nuestra gente.

El logro de la satisfacción

Y la paz de nuestro pueblo

Conseguiremos que nuestros corazones latan como uno solo.

Ama a los demás.

Promueve la felicidad y la unidad,

Ama a los demás.

Promueve la felicidad y la unidad.

Nosotros te rogamos, ¡oh, Dios!, que nos protejas y nos guíes en los días venideros.

Ayúdanos con tu amorosa mano.

Bendice a nuestro gobierno y a toda nuestra gente.

Bendice a nuestro gobierno y a toda nuestra gente.